# Chagos
Chagos je otočje u Indijskom oceanu. Otočjem de facto upravlja Britanski Indijskooceanski teritorij, jedno od britanskih prekomorskih područja. Ukupna površina otočja je 60 km², s najvećim otokom Diego Garcia koje ima površinu od 27,20 km². Najveći atol na svijetu, Veliki Chagos, dio je otočja Chagosa i ukupne je površine (uglavnom vodene) od 13.000 km². Najveći otoci su Diego Garcia (44 km²), Peros Banhos, atol Salomon (atol), otočje Eagle i atol Egmont.

## Povijest
Otočje Chagos je otkrio Vasco da Gama početkom 16. stoljeća. U 18. stoljeću polagala je pravo na njih Francuska, kao na posjed od Mauricijusa. Godine 1810.  Ujedinjeno Kraljevstvo zauzima Mauricijus, a Francuska ga ustupa Pariškim sporazumom iz 1814. godine. Poljodjelski radnici su doselili na to otočje krajem 19. stoljeća, naselivši se na glavni otok Diego Garcia i napravivši plantaže kopre. Danas su jedini stanovnici otoka pripadnici američke i britanske mornarice koji imaju bazu na otoku Diego Garcia.
Godine 2024. objavljeno je da su Mauricijus i Ujedinjeno Kraljevstvo nakon više godina pregovora dostigli mogući dogovor za predaju otoka Mauricijusu, koji tvrdi da mu je otočje oduzeto nezakonitim načinima. Prema trenutačnom dogovoru, ipak, otok Diego Garcia ostao bi vojna baza na »inicijalno razdoblje« od 99 godina. Odluka i dalje čeka konačan sporazum između dviju država, a provedba bi prema nekim tvrdnjama predstavljala predaju »posljednje britanske kolonije u Africi« lokalnim vlastima.

## Vanjske poveznice
- site officiel des chagossiens
- Article de fond sur la réalité chagossienne  Arhivirana inačica izvorne stranice od 1. listopada 2020. (Wayback Machine)